# Kanato
Kanato o janato es una palabra de origen túrquico-mongólico utilizada para describir una entidad política gobernada por un kan. En turco moderno, la palabra que se usa es kağanlık, y en azerí moderno de la República de Azerbaiyán, xanlıq. En Mongolia se utiliza la palabra khanlig, como en Khereidiin Khanlig, que significa kanato de Kerait.
Esta entidad política es típica de los pueblos de la estepa de Eurasia y puede ser equivalente a otros términos tribales como cacicazgo, principado o reino.
Los kanatos fueron reagrupados en kaganatos, una especie de imperio bajo la autoridad de un kan soberano, kan de kanes, conocido en español como Gran Kan o kagán (en turco: kağan; en mongol: хаган; en chino, 可汗; pinyin, kèhán).

## Ejemplos de kaganatos y kanatos

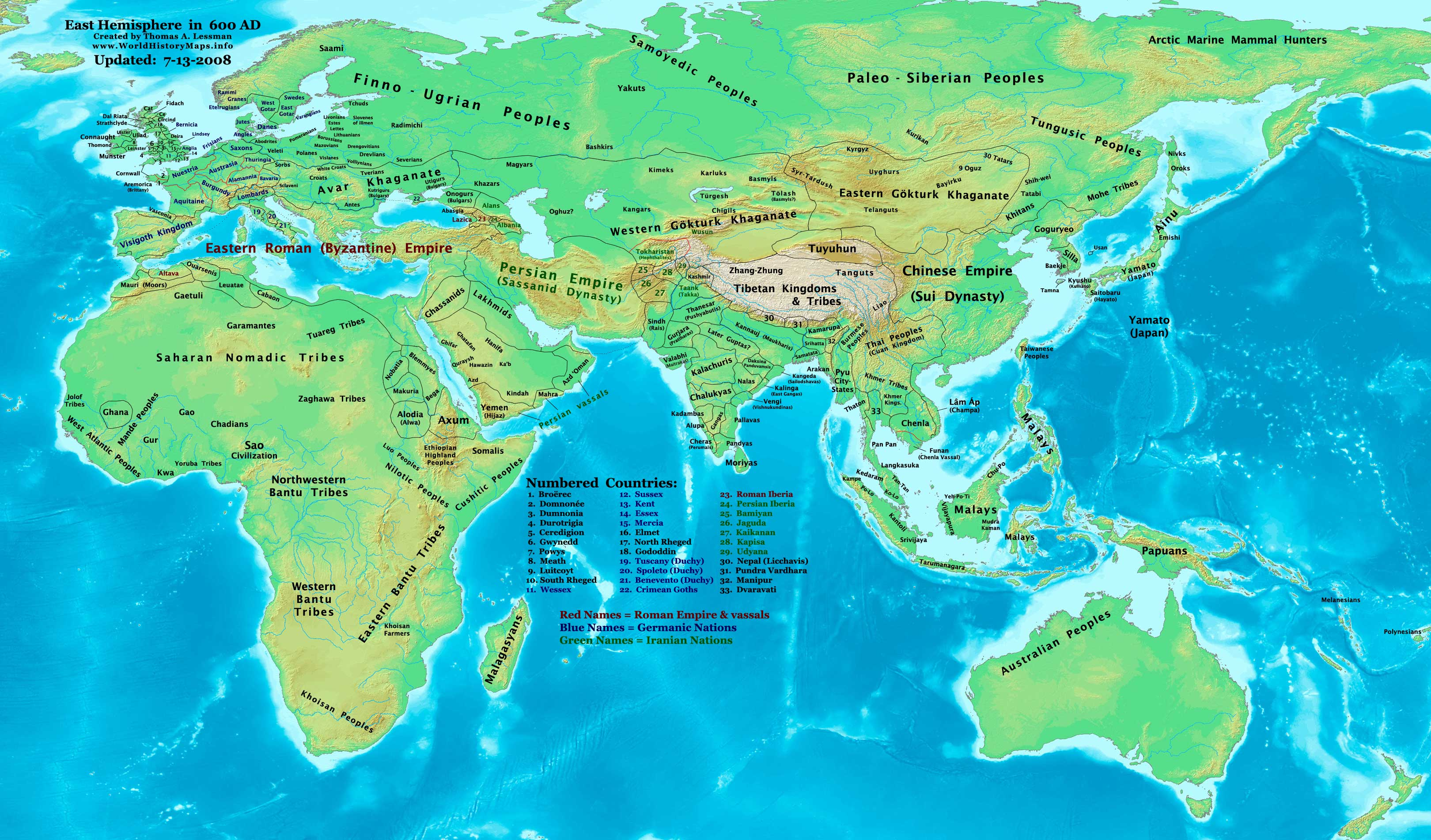
Mapa de los territorios (oscuro) y las zonas de influencia (claras) de los kanatos de los Köktürks del Este (azul) y del oeste (púrpura). Su punto culminante se alcanza alrededor del año 600.

### Kaganatos túrquicos anteriores al Imperio mongol
- Kaganato de los Köktürks (552-744);
- Kaganato túrquico occidental (593-659);
- Kaganato de los ávaros orientales
- Kaganato uigur (742-848);
- Kaganato Kara-Khanid (840-1212);
- Kaganato de los jázaros (siglo VI-siglo XI).

### Kanatos mongoles
Cuando murió Gengis Kan dividió su imperio en cuatro secciones para cada uno de sus hijos y nietos. Después de la muerte de Mongke Kan en 1259, la guerra de sucesión, esencialmente entre Kublai Kan y Ariq Boke, marcó el final del imperio unificado y la aparición de cuatro kanatos independientes o ulus (en mongol: uls, que significa país o región).
Estos kanatos fueron:
- el kanato de Chagatai, que comprendía el Asia central, sede de los Djaghataïdes;
- el kanato de Kipchak, en las estepas rusas y en Kazajistán, sede de la Horda Dorada;
- el Ilkanato (kanato regional), abarcaba una gran parte del Oriente Próximo, dominio de los houlagides o ilkhans;
- la China de la dinastía Yuan, que englobaba el kanato de Mongolia.

### Kanatos post-mongoles
Posteriormente, se formaron kanatos más pequeños después de la desintegración de los cuatro ulús:
- En el antiguo kanato de Kipchak aparecieron los kanatos locales de:

- kanato de Kazán (el término mongol, usado desde la dinastía Gengisida, fue asentado en el ducado de Kazán en 1430; la Rusia imperial agregó a sus títulos el del antiguo kanato de Kazán con el estilo real de zar;
- Kanato de Siberia (en Siberia occidental), que dio su nombre a Siberia como la primera conquista importante en la gran expansión oriental de Rusia a través de la cordillera de los montes Urales, conquista emprendida por Iván el Terrible y sus sucesores entre 1552 y 1600;
- kanato de Astracán;
- kanato de Crimea, que será vinculado a Rusia por Catalina la Grande en 1783.

- En el antiguo kanato de Chagatai se establecieron tres kanatos uzbekos:

- Bujará, que también incluyó a Samarcanda, vinculado a la a la Unión Soviética en 1920;
- Jiva, vinculado a la Unión Soviética en 1920;
- Kokand, vinculado a Rusia en 1876.
- Kanato Khoshut

Ejemplos de otros kanatos de dinastías tártaras más humildes, que se hicieron estados vasallos de Moscovia y Rusia fueron:
- el kanato de Qasim (en la moderna Kasímov), nombrado por su fundador, un estado vasallo de Moscovia/Rusia;
- el estado nómada fundado en 1801 como la Horda Interior (también llamada Horda Buqei, bajo soberanía rusa) entre los ríos Volga y Yaik (Urales), de 5000 familias de kazajos de la tribu Zhuz de Jóvenes Kazajos, mandados por un sultán, fue reformado por el mismo en 1812 como kanato de la Horda Interior; en 1845, el cargo de kan fue suprimido);
- el kanato de Kalmyk (establecido ca. 1632 por la rama Torghut de los mongoles de Oirats; se establecieron en la parte baja del río Volga (en la actual Rusia y Kazajistán);
- el kanato de Nogái (1440-1634);
- el kanato de Tuvá, cerca de Mongolia Exterior;
- el kanato de Bakú, en la actual Azerbaiyán;
- Besh Tau El.

Más al este, en el flanco occidental de Turkestan de la China imperial:
- Dörben Oyriad ('Cuatro Confederados') o kanato Dzungar (rama de los pueblos calmucos) formado en 1626, que abarcaba la región china de Sinkiang, Kirguistán, Kazajistán oriental y Mongolia occidental; el 2 de diciembre de 1717-20 también de estilo protectorado del Tíbet; 1755 tributario de China; anexionado en 1756 y disuelto en 1757;
- Kanato de Kasgar fundado en 1514 como parte del kanato de Djagataide; en el siglo XVII fue dividido en varias kanatos menores sin importancia, estando el poder real en los llamados Khwaja, líderes religiosos árabe islámicos; el título cambió a Amir Kan en 1873, anexado por China en 1877.
- Kanato de Kumul, estado vasallo de la dinastía Qing y la República de China, abolido en 1930.

## Kanatos del Cáucaso en el Imperio Qajar (sigloXVIIIhasta principios delXIX)
- Kanato de Bakú
- Kanato de Ganja
- Kanato de Quba
- Kanato de Derbend
- Kanato de Shaki
- Kanato de Ereván
- Kanato de Karabaj
- Kanato de Javad
- Kanato de Lankaran
- Kanato de Shirvan

## Kanatos en Irán del periodo Qajar[citarequerida]
- Kanato de Urmiyya
- Kanato de Khoy
- Kanato de Maku
- Kanato de Karadagh
- Kanato de Tabriz
- Kanato de Maraghe
- Kanato de Ardabil
- Kanato de Sarab
- Kanato de Bushehr
- Kanato de Jorasán